# Boeing WC-135 Constant Phoenix
WC-135 Constant Phoenix — це літак спеціального призначення, створений на базі літака Boeing C-135 Stratolifter, який використовується ВПС Сполучених Штатів. Його місія полягає у зборі проб з атмосфери з метою виявлення та ідентифікації ядерних вибухів. Співробітники програми та міжнародні ЗМІ неофіційно називають його також «пташкою погоди» (англ. weather bird) або «нюхачем» (англ. the sniffer) відповідно.

## Історія використання

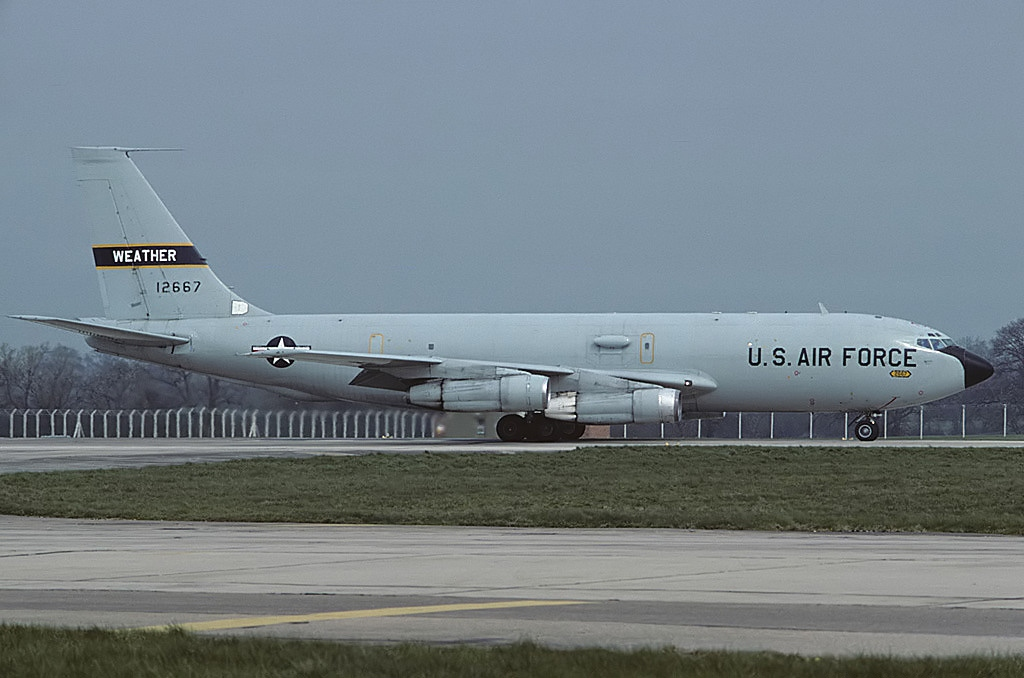
WC-135B у Ферфорді в 1988 році. Цей літак продовжує використовуватись в модифікації WC-135W.

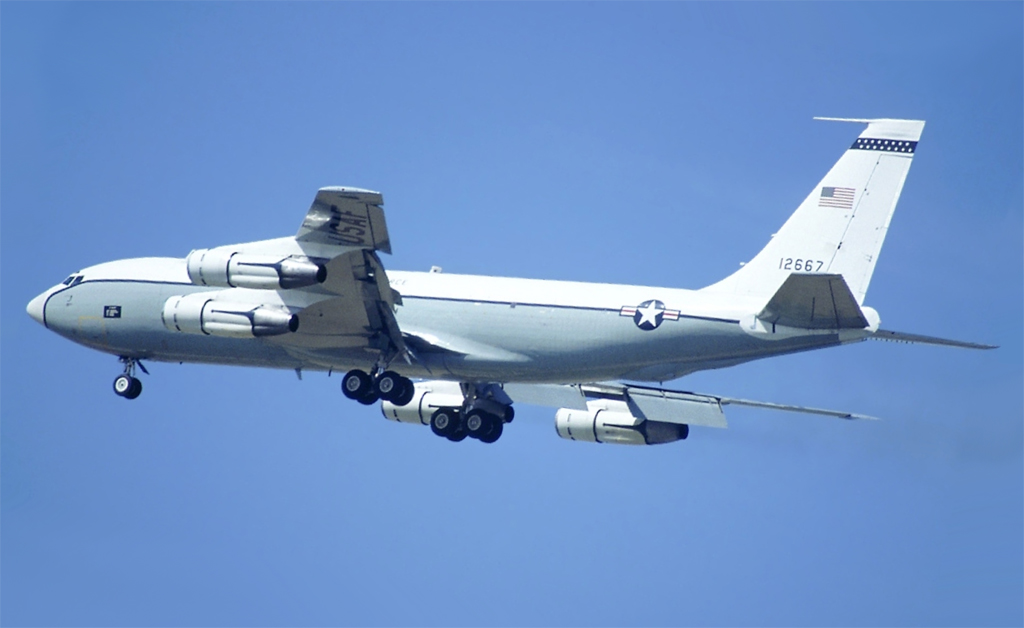
Той самий літак над базою Королівських ВПС Олконбері в 1992 році.

WC-135 був введений в експлуатацію у грудні 1965 року, замінивши літак Boeing WB-50 у місіях з розвідки погоди та збору проб повітря. Десять літаків спочатку були переобладнані з транспортних літаків C-135B і надані 55-й ескадрильї метеорологічної розвідки на авіабазі Макклеллан, штат Каліфорнія, що підпорядковувалась Military Airlift Command (MAC). Загони були розташовані на різних базах по всій території Сполучених Штатів і по всьому світу. Літак час від часу виконував інші місії протягом своєї служби; кілька літаків були тимчасово надані 10-й ескадрильї повітряно-десантного командування та управління на базі Королівських ВПС в Мілденхоллі наприкінці 1980-х і на початку 1990-х навчальними літаками, з метою сповільнення накопичення годин польоту на літаках EC-135, інші літаки використовувалися для перевезення персоналу в разі потреби.
Після завершення роботи в фронтовій метеорологічній службі на початку 1990-х п'ять літаків були збережені для подальшого використання. Серійний номер 61-2666 було перетворено на NC-135 і він залишається в експлуатації випробувальнимо стендом для модернізації обладнання RC-135. Серійний номер 61-2667 було модернізовано до WC-135W, він отримав назву проекту «Constant Phoenix», і залишається на озброєнні 45-ї розвідувальної ескадрильї на базі ВПС Оффутт, штат Небраска. Серійний номер 61-2674 був переобладнаний у перший літак спостереження OC-135B Open Skies і повернутий на службу в 1993 році. Пізніше він був законсервований у 1997 році та замінений двома додатковими літаками, також переробленими з WC-135.
У 1998 році літак EC-135C, серійний номер 62-3582, був перетворений на WC-135C, також позначений як «Constant Phoenix».
У квітні 2018 року було оголошено, що три літаки-заправники KC-135R будуть переобладнані в літаки WC-135R Constant Phoenix для заміни двох літаків, які експлуатувалися 45-ю розвідувальною ескадрильєю. Перший літак за планом повинна була переобладнати компанія L3 Technologies у Грінвіллі, штат Техас, починаючи з вересня 2019 року.
У листопаді 2020 року літак WC-135C з бортовим номером 62-3582 було знято з експлуатації під час церемонії на авіабазі Оффутт, штат Небраска. За свою 56-річну історію використання він набрав 29 680 годин польоту та 72 251 приземлень. Під час церемонії припинення експлуатації капелан 55-го крила назвав літак «Колісниця Люцифера», хоча літак ніколи не називали такою назвою протягом усього терміну служби.
У червні 2022 року перший із трьох запланованих літаків WC-135R (серійний номер 64-14836) завершив свій перший випробувальний політ і був переданий до 55-го крила 11 липня.

## Місія
Літаки збору проб з атмосфери WC-135B і WC-135W Constant Phoenix забезпечують споживачів розвідувальної інформації на національному рівні, збираючи тверді частинки та газоподібні викиди з доступних ділянок атмосфери з метою підтримки договору про обмежену заборону ядерних випробувань 1963 року.

## Особливості
Модифікації Constant Phoenix в першу чергу пов'язані з бортовим обладнанням збору проб з атмосфери, яке дозволяє екіпажу місії виявляти «хмари» радіоактивної речовини в реальному часі. Літак оснащений зовнішніми проточними пристроями для збору частинок на фільтрувальному папері та компресорною системою для зразків незмішаного повітря, зібраних у сферах високого тиску. Незважаючи на різні позначення, обидві моделі («C» і «W») мають однакове обладнання для виконання місії (з переднім блоком авіоніки, подібним до літаків RC-135V і W).
Салон розрахований на 33 особи, включаючи екіпаж, персонал, що обслуговує, і операторів спеціального обладнання з Центру технічного застосування ВПС. Під час оперативних вильотів екіпаж скорочується лише до пілотів, штурмана та операторів спеціального обладнання з метою обмеження кола осіб, які можуть отримати радіаційне опромінювання, лише до персоналу, необхідного для виконання місії.

## Модифікації
- WC-135B — 10 перших літаків, переобладнаних з C-135В[en]
- WC-135C — перетворено з колишнього Looking Glass EC-135C, бортовий номер 62-3582, несе те саме обладнання, що й WC-135W
- WC-135R — 3 переобладнаних літака KC-135R, анонсовані в 2018 році та включені до бюджетного запиту на 2019 фінансовий рік[6][11]. Перший переобладнаний літак із бортовим номером 64-14836 було доставлено в липні 2022 року[12][13]
- WC-135W — позначення бортового номера 61-2667 літака WC-135B змінено після модернізації та усунення посади бортінженера екіпажа в 1990-х роках.

## Використання
США
- Військово-повітряні сили Сполучених Штатів — Бойове повітряне командування[14]
  - 55-е крило[en] — Оффутт, Небраска
    - 45-й розвідувальний загін[en]

## Технічні характеристики
- Екіпаж: 4 особи льотного складу + екіпаж місії
- Довжина: 139 футів 11 дюймів (42,65 м)
- Розмах: 130 футів 10 дюймів (39,88 м)
- Висота: 42 футів (13 м)
- Площа крила: 2433 кв футів (226.0 м2)
- Аеродинамічний профіль: корінь: BAC 310/311/312; кінець: BAC 313[15]
- Максимальна злітна вага: 300 500 фунтів (136 305 кг)
- Силова установка: 4 × Pratt & Whitney TF33-P-9 (WC-135C) / Pratt & Whitney TF33-P-5 (WC-135W) турбовентиляторні двигуни, тяга 16 050 фунтів (71,4 кН) кожен

Показники
- Максимальна швидкість: 403 миль/год (649 км/год, 350 вузлів)
- Дальність: 4000 миль (6400 км, 3500 морських миль)
- Стеля: 40 000 футів (12 000 м)
- Навантаження на крило: 123,5 фунтів/кв. футів (603 кг/м2)
- Тягооснащеність: 0.21

## Історія використання

### Інцидент «Вела»
Літак WC-135B здійснив 25 бойових вильотів у 1979 році, щоб спробувати встановити, чи був подвійний спалах у Південній Атлантиці, який виявив супутник Vela, випробуванням ядерної зброї, однак результат був непереконливим.

### Північна Корея
6 жовтня 2006 року японське інформаційне агентство Кьодо повідомило, що військовий літак США, обладнаний устаткуванням для виявлення радіації від ядерного випробування, злетів з півдня Японії. Вважалося, що це було частиною зусиль США з підготовки до спостереження за ядерним випробуванням Північної Кореї.
9 жовтня 2006 року офіційне корейське центральне інформаційне агентство (англ. KCNA) повідомило, що країна провела успішне підземне ядерне випробування.
13 жовтня 2006 року CNN повідомило: "У вівторок ВВС США відправили літак WC-135 Constant Phoenix для збору атмосферних проб у регіоні. Попередній аналіз проб повітря з Північної Кореї показує, що «радіоактивні речовини відповідають ядерному випробуванню Північної Кореї», йдеться в заяві офісу високопоставленого чиновника розвідки США. Заява директора національної розвідки Джона Негропонте була надіслана до Конгресу США, але не була оприлюднена. Про це CNN повідомило джерело в Конгресі. У заяві національного розвідувального управління йдеться, що проби повітря були зібрані в середу, і аналіз виявив речовини, які відповідають ядерному випробуванню «в околицях Пхеньяну» в понеділок. Міністерство оборони Південної Кореї повідомило CNN, що Сполучені Штати надали інформацію про виявлення радіоактивності. Літак базувався на авіабазі Оффутт і був відправлений на авіабазу Кадена на Окінаві для роботи під час місій із відбору проб.
17 червня 2009 року видання JoongAng Daily, посилаючись на ймовірне ядерне випробування Північною Кореєю 25 травня, повідомило: «ВПС США двічі відправляли спеціальний розвідувальний літак WC-135 Constant Phoenix з авіабази Кадена на Окінаві, Японія, для збору проби повітря».
23 листопада 2010 року щотижнева японська газета Sankei Shimbun повідомила, що літак WC-135 було переміщено на авіабазу Кадена у вересні 2010 року в очікуванні ядерного випробування Північною Кореєю.
31 січня 2013 року повідомлялося, що WC-135W виконує розвідувальні польоти з авіабази Кадена в очікуванні чергового ядерного випробування Північною Кореєю.
6 січня 2016 року ВПС США підтвердили плани розгорнути найближчим часом літак WC-135 для тестування на радіацію поблизу Північної Кореї, щоб перевірити заяву Північної Кореї про успішне випробування водневої бомби, яке, за оцінками, було проведено 5 січня.
8 вересня 2016 року було повідомлено, що WC-135 незабаром розпочне польоти для спостереження поблизу Корейського півострова після того, як офіційні особи Південної Кореї підтвердили, що Північна Корея провела своє п'яте ядерне випробування приблизно о 0:30 UTC.
12 квітня 2017 року літак був розгорнутий на Окінаві на тлі зростання напруженості з Північною Кореєю. Північна Корея провела випробування ракети 3 квітня 2017 року.
19 травня 2017 року два китайських винищувачі Су-30 перехопили WC-135 над Східно-Китайським морем, що викликало офіційну скаргу Пентагону.

### Японія
17 березня 2011 року CNN повідомила, що літак WC-135W було перекинуто з авіабази Оффутт у Небрасці на авіабазу Ейельсон на Алясці. Літак допоміг у виявленні радіоактивних матеріалів в атмосфері навколо Японії, моніторингу радіоактивності, що викидалася з атомної електростанції «Фукусіма I» через аварію, спричинену землетрусом магнітудою 9,0 і подальшим цунамі 11 березня 2011 року.

### Європа
У 1986 році кілька літаків WC-135B були розгорнуті в Європі, щоб допомогти моніторити повітря після Чорнобильської катастрофи.
17 лютого 2017 року було повідомлено, що літак WC-135C було розгорнуто на авіабазі Королівських ВПС Мілденхолл. Було припущення, що це стало відповіддю на кілька повідомлень про аномальні рівні йоду-131, що надходили з боку норвезько-російського кордону. Станом на 10 квітня 2017 року офіційна причина викиду йоду-131 не була оголошена.
Також наприкінці липня та на початку серпня 2021 року WC-135W був розгорнутий у Європі та провів вимірювання над Балтійським морем і Швецією. Ймовірно, це було пов'язано з технічними проблемами російського підводного човна проекту 949 «Граніт» Орел, який згодом довелося відбуксирувати назад.

### Загальні зауваження
Ця стаття містить відкриті матеріали ВПС США